# Belver de Cinca
Belver de Cinca (katalanisch Bellver de Cinca) ist eine Gemeinde in der Provinz Huesca in der Autonomen Gemeinschaft Aragonien in Spanien. Sie liegt in der Comarca Bajo Cinca auf der Höhe oberhalb des Río Cinca.

## Gemeindegebiet
Die Gemeinde umfasst neben Belver die Orte:
- Monte Julia
- Peña-Roa
- San Miguel
- Valonga

## Geschichte
Der im Jahr 1240 vom Orden der Templer gegründete Ort kam 1391 an die Johanniter.

## Bevölkerung
| 1900  | 1910  | 1930  | 1940  | 1950  | 1960  | 1970  | 1981  | 1986  | 1992  | 1999  | 2004  |
| ----- | ----- | ----- | ----- | ----- | ----- | ----- | ----- | ----- | ----- | ----- | ----- |
| 1.582 | 1.866 | 1.766 | 1.868 | 2.038 | 2.031 | 1.875 | 1.648 | 1.619 | 1.512 | 1.398 | 1.375 |

## Sehenswürdigkeiten
- Gotische Pfarrkirche (Himmelfahrt Mariens) mit Krypta und platereskem Portal, früher mit bei einer Restaurierung 1997 zerstörten Grablegen der Templer.
- Casa Prim mit steinernem Portal aus dem Jahr 1797
- Casa Batista mit Wappenportal aus dem 16. Jahrhundert
- Casa Ferrer mit Wappenportal aus dem 18. Jahrhundert
- Casa Fox, eine Einsiedelei aus dem 12. Jahrhundert